# Тёплое (Лебедянский район)
Тёплое — село Большепоповского сельсовета Лебедянского района Липецкой области.

## География
Стоит на пересечении Лебедянского шоссе и реки Павелки.

## История
Тёплое было основано казаками из села Волотово. Как село с церковью Космы и Дамиана известно с 1782 года. В 1911 году в Тёплом действовали церковно-приходская и земская школы. Последняя размещалась в специально построенном краснокирпичном типовом здании, служившем школой ещё почти столетие. В 2010 году в рамках программы оптимизации сети школьного образования Лебедянского района, школа в Тёплом была закрыта. Сельские дети теперь учатся в школе села Большое Попово.

## Население
| 2010 |
| ---- |
| 224  |

## Церковь
Церковь во имя Космы и Дамиана была полностью построена в 1842 году. До последнего времени она находилась в заброшенным и разрушенном состоянии после советского запустения, а сейчас здесь ведутся реставрационные работы. Во время их проведения в 2009 году была обнаружена фресковая живопись. Архитекторы считают, что фрески могли бы принадлежать известному русскому живописцу XIX века Т. Е. Мягкову.

## Культура
В Тёплом есть «Теплинская сельская библиотека»